# Tom Kleffmann
Tom Kleffmann (* 13. April 1960 in Hannover) ist ein deutscher evangelischer Theologe, und seit 2006 Professor für Systematische Theologie an der Universität Kassel.

## Werdegang
Er studierte Philosophie, Geschichte und Theologie in Göttingen und in Tübingen (vor allem bei Eberhard Jüngel). 1993 wurde er in Göttingen aufgrund einer von Joachim Ringleben betreuten Dissertation zum Dr. theol. promoviert. Von 1997 bis 2003 war er Wissenschaftlicher Assistent bei Ringleben. Während dieser Zeit wurde er 1998 ordiniert und konnte 2001 seine Habilitation abschließen. 2005–2006 hatte er eine Gastprofessur an der Humboldt-Universität Berlin inne. Seit 2024 ist er korrespondierendes Mitglied der Niedersächsischen Akademie der Wissenschaften zu Göttingen.

## Publikationen (Auswahl)
- Die Erbsündenlehre in sprachtheologischem Horizont. Eine Interpretation Augustins, Luthers und Hamanns. Mohr Siebeck, Tübingen 1994.
- Nietzsches Begriff des Lebens und die evangelische Theologie. Eine Interpretation Nietzsches und Untersuchungen zu seiner Rezeption bei Schweitzer, Tillich und Barth. Mohr Siebeck, Tübingen 2003, ISBN 3161477987
- Grundriß der Systematischen Theologie. Mohr Siebeck, Tübingen 2013.
- Kleine Summe der Theologie. Mohr Siebeck, Tübingen 2021.
- Der Römerbrief des Paulus. Eine Interpretation in systematisch-theologischer Absicht. Mohr Siebeck, Tübingen 2022.